# Palle Åberg
Palle Vallentino Leonard Åberg, född 18 mars 1931 i Örkelljunga församling i Kristianstads län, är en svensk målare och tecknare.

## Biografi
Palle Åberg är son till redaktören Leo Gunnar Åberg och sjuksköterskan Märta Johnsson. Åberg utbildade sig först till finmekaniker i Stockholm och var efter utbildningen anställd vid en industri i Hagalund. Han bedrev samtidigt självstudier inom konsten och i början av 1950-talet efter att han fått viss vägledning av Robert Hugo Jäckel i Falsterbo övergick han till att bli konstnär på heltid. Han studerade krokiteckning och företog några studieresor till Frankrike och Norge. Separat har han ställt ut i bland annat Forsa, Gävle, Hudiksvall och Orbaden. Bland hans offentliga arbeten märks oljemålningen Kommen till mig för Forsa kyrka. Hans konst består huvudsakligen av realistiska porträtt och figurstudier av norrländska folktyper utförda i olja, kol och tuschteckningar. Åberg är representerad vid Hälsinglands museum.